# CGB8
CGB8 (англ. Choriogonadotropin subunit beta) – білок, який кодується однойменним геном, розташованим у людей на довгому плечі 19-ї хромосоми. Довжина поліпептидного ланцюга білка становить 165 амінокислот, а молекулярна маса — 17 757.
| 10         |  | 20         |  | 30         |  | 40         |  | 50         |
| ---------- |  | ---------- |  | ---------- |  | ---------- |  | ---------- |
| MEMFQGLLLL |  | LLLSMGGTWA |  | SREMLRPRCR |  | PINATLAVEK |  | EGCPVCITVN |
| TTICAGYCPT |  | MTRVLQGVLP |  | ALPQVVCNYR |  | DVRFESIRLP |  | GCPRGVNPVV |
| SYAVALSCQC |  | ALCRRSTTDC |  | GGPKDHPLTC |  | DDPRFQASSS |  | SKAPPPSLPS |
| PSRLPGPSDT |  | PILPQ      |  |            |  |            |  |            |

A: Аланін

C: Цистеїн

D: Аспарагінова кислота

E: Глутамінова кислота

F: Фенілаланін

G: Гліцин

H: Гістидин

I: Ізолейцин

K: Лізин

L: Лейцин

M: Метіонін

N: Аспарагін

P: Пролін

Q: Глутамін

R: Аргінін

S: Серин

T: Треонін

V: Валін

W: Триптофан

Секретований назовні.